# Ramonia rappii
Ramonia rappii är en lavart som beskrevs av Vezda. Ramonia rappii ingår i släktet Ramonia och familjen Gyalectaceae.   Inga underarter finns listade i Catalogue of Life.